# Ferdinand I al Austriei

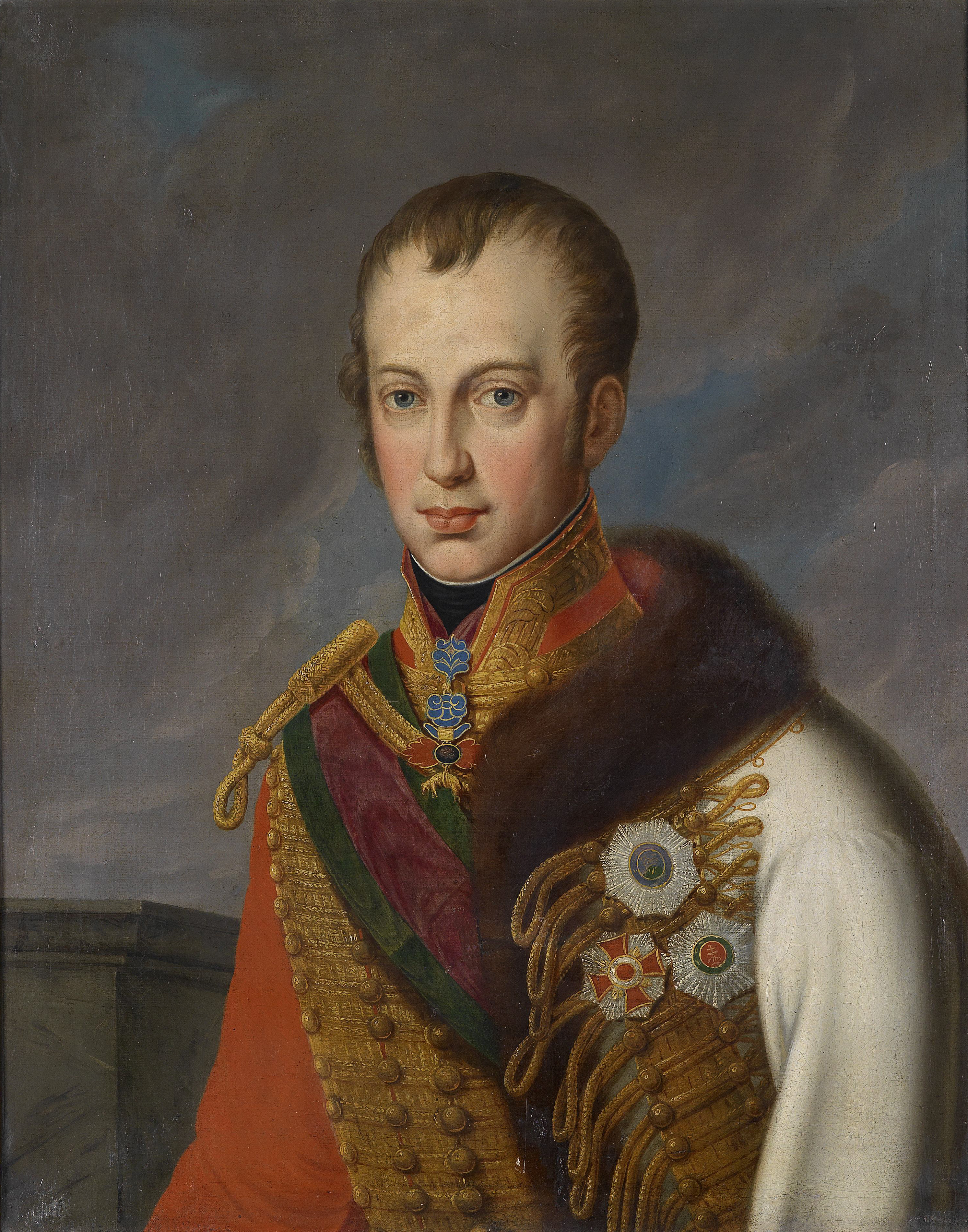
Ferdinand I al Austriei

Diplomă imperială

Ferdinand I al Austriei (în germană Ferdinand I Karl Leopold Joseph Franz Marchlin), din dinastia de Habsburg-Lothringen (n. 19 aprilie 1793, Viena, Sfântul Imperiu Roman – d. 29 iunie 1875, Praga, Austro-Ungaria) a fost împărat al Austriei (1835-1848) precum și rege al Ungariei (ca Ferdinand V), rege al Boemiei (ca Ferdinand V), rege al Lombardiei, principe al Transilvaniei etc. A urmat la tron tatălui său Francisc I al Austriei în 1835 și a fost forțat să abdice în 1848. 
Înainte de a fi împărat, a scăpat cu viață dintr-un atentat menit să îl suprime, pus la cale de căpitanul Francisc Reidl.

## Biografie
A fost epileptic și retardat mintal, dar fără îndoială încoronat cu acordul lui Metternich pentru a menține legitimitatea tronului imperial. Cu toate că nu a fost declarat în incapacitate de a conduce, s-a format un consiliu de regență, în fruntea căruia se aflau arhiducele Ludovic și Metternich.
Mariajul său cu prințesa Maria Anna de Sardinia (1803-1884), fiica regelui Victor Emanuel I și a Mariei Teresa de Austria-Este, probabil nu a fost niciodată consumat.
Este cunoscut pentru singura sa comandă coerentă: când cineva a încercat să îl oprească să nu mănânce în exces găluște, din cauza problemelor digestive pe care le avea, a spus: “Sunt împărat și vreau găluște!” (în germană: „Ich bin der Kaiser und will Knödel”).
La izbucnirea revoluției în Viena, în primăvara lui 1848, Metternich a fugit în străinătate. Rămas singur, s-a refugiat la Innsbruck. De acolo s-a reîntors în august la Viena, dar după evenimentele din octombrie a fost nevoit din nou să se refugieze la Olmütz. Aici a fost convins de Felix de Schwarzenberg, la 2 decembrie 1848, să abdice în favoarea nepotului său de unchi, Franz Joseph, care a domnit următorii 68 de ani ca împăratul Francisc Iosif I.
Ferdinand a fost ultimul rege al Boemiei încoronat ca atare. Datorită simpatiei sale pentru Boemia (unde și-a petrecut restul vieții, în Castelul Praga) a fost apelat de cehi cu supranumele “Ferdinand V cel Bun” (Ferdinand Dobrotivý). În Austria, Ferdinand a fost similar supranumit “Ferdinand der Gütige” dar și ridiculizat ca "Gutinand der Fertige" (Gütinand cel terminat).
E înmormântat în mormântul 62 din Cripta Imperială (Kaisergruft) din Viena.